# شهرستان وشیتا (اکلاهما)
شهرستان وشیتا، اکلاهما (به انگلیسی: Washita County, Oklahoma) شهرستانی در ایالات متحده آمریکا است که در اکلاهما واقع شده‌است.

## خصوصیات
شهرستان وشیتا ۲٬۶۱۳ کیلومترمربع مساحت دارد.